# Anton von Schönfeld
Il barone Anton Maria Emmerich Wilhelm von Schönfeld (Praga, 3 luglio 1827 – Vienna, 7 gennaio 1898) è stato un generale austriaco.

## Biografia
Anton von Schönfeld proveniva da una famiglia originaria della Boemia e della Bassa Austria, di vocazione militare (un suo antenato divenne cavaliere imperiale il 20 luglio 1594). Suo padre era il capitano Johann von Schönfeld (1795-1841) e sua madre Katharina Koller. Suo fratello Venceslao (1830-1901), fu tenente colonnello dell'esercito austro-ungarico.
Schönfeld ricevette la sua formazione militare presso l'Accademia militare teresiana a Wiener Neustadt ove si diplomò tenente nel 1845, venendo assegnato dall'anno successivo al 42º reggimento di fanteria. Vide la sua prima operazione militare nel 1848 nelle operazioni di difesa dello Stelvio.
Nel 1849 prese parte alle operazioni della Prima guerra d'indipendenza italiana combattendo nella battaglia di Mortara ed in quella di Novara contro i piemontesi di Carlo Alberto di Savoia, scontro quest'ultimo dove venne ferito alla guancia destra. Nel 1850 venne promosso capitano di II classe e nuovamente passò al grado di capitano di I classe nel 1854, venendo incluso nel genio al servizio del feldmaresciallo Josef Radetzky e servendo poi anche sotto Heß, Benedek, Gyulai e Stadion.
Il 21 aprile 1859, Schönfeld venne promosso al grado di maggiore ed incluso nel 33º reggimento di fanteria del conte Gyulai col quale combatté durante la Seconda guerra d'indipendenza italiana guadagnandosi il rango di tenente colonnello nel 1862.
Nel 1863 venne nominato Ministro della Guerra e con questa carica predispose le truppe austriache all'assalto di Eider nell'ambito della guerra tedesco-danese nello Schleswig, predisponendo poi i negoziati di pace con la Danimarca. Nel 1865 venne nominato colonnello e comandante del 63º reggimento di fanteria, promosso poi al rango di Brigadiere Generale nel 1869 col comando della 13ª divisione di fanteria con la quale prese parte alle guerre contro l'insurrezione in Dalmazia in quello stesso anno.
Avanzato al grado di Maggiore Generale nel 1870, Schönfeld venne coinvolto nel 1873 nella stesura dei nuovi recolamenti per la fanteria imperiale, ottenendo di recarsi in ambasceria presso lo scià persiano Nasser al-Din Shah Qajar. Nel novembre del 1875 venne nominato feldmaresciallo luogotenente, ottenendo dal 4 giugno 1876 (dopo la morte del barone John), il ruolo di capo di stato maggiore generale delle truppe austro-ungariche.
Promosso Feldzugmeister dal 1º novembre 1886, a seguito della morte dell'arciduca Alberto nel 1895, divenne ispettore generale della fanteria dell'esercito imperiale, mantenendo tale carica sino alla sua morte.
Morì nella mattinata del 7 gennaio 1898 nel suo appartamento nella Reisnerstraße 21 a Vienna a causa di un attacco cardiaco subentrato dopo un'operazione subita all'anca. Venne in seguito sepolto nella cappella di famiglia presso il cimitero del villaggio di Vöslau.

## Matrimonio e figli
Schönfeld sposò il 26 febbraio 1851 lady Georgiana Letitia Mary Anne Neville (9 aprile 1826, Londra - 7 giugno 1890, Garmisch), dalla quale ebbe tre figli, tutti premortigli. 
L'8 gennaio 1896, si risposò con Heloise Céline de Marion (25 luglio 1854, Parigi - 1899), dalla quale però non ebbe figli.

## Onorificenze

### Cittadinanze onorarie
- Cittadino onorario di Budua